# Alonso de Covarrubias
Alonso de Covarrubias (* 1488 in Torrijos; † 1570) war ein spanischer Renaissance-Architekt und Bildhauer. Das Spektrum seines Schaffens reicht vom Plateresken Stil (plateresco) seiner frühen Bauten bis hin zum strengen Stil des Hospital de Tavera in Toledo.

## Leben
Der Vater von Alonso de Covarrubias war Bordürensticker (bordador), seine Mutter war wohl eine einfache Hausfrau. Im Jahre 1510 heiratete er María Gutiérrez de Egas, die möglicherweise die Nichte seines Meisters Antón Egas war. Zwei seiner Söhne, Diego de Covarrubias und Antonio Covarrubias, wurden bedeutende Humanisten und Rechtsgelehrte der spanischen Renaissance.

## Werke
Da viele Architekten mit eng anderen zusammenarbeiteten, ist nur in wenigen Fällen eindeutig zu klären, von wem die Pläne stammen und wer der ausführende Architekt war. Folgende Daten und Angaben sind überliefert:
- 1532–34: Hauptsakristei der Kathedrale von Sigüenza; Kreuzgang des Hieronymiten-Klosters von Lupiana
- 1534: Kathedral- und Kirchenbaumeister von Toledo und seiner Diözese
- 1535: Pläne für den Pazo de Fonseca in Santiago de Compostela; Pläne für den Kreuzgang des Hieronymiten-Klosters bei Lupiana
- um 1537: Baumeister des Alcázar von Toledo und des Klosters San Juan de los Reyes
- 1540–45: Konvent von Santo Domingo in Ocaña; Fassade und Kreuzgang (claustro) des Erzbischöflichen Palastes (palacio arzobispal) in Toledo; Hospital de Tavera in Toledo
- um 1545/50: Herzogspalast in Pastrana
- 1548/9: Kirchen Nuestra Senora de la Magdalena in Getafe und Santa Catalina in Talavera de la Reina
- um 1560: Pläne der Kirche Santiago Apóstol in Cebreros

Danach kümmerte er sich in erster Linie um Restaurierungen bzw. Überarbeitungen kleinerer Kirchen im Raum Toledo. Auch das um 1559/60 fertiggestellte neue Stadttor der Puerta de Bisagra in Toledo soll von seiner Hand stammen.

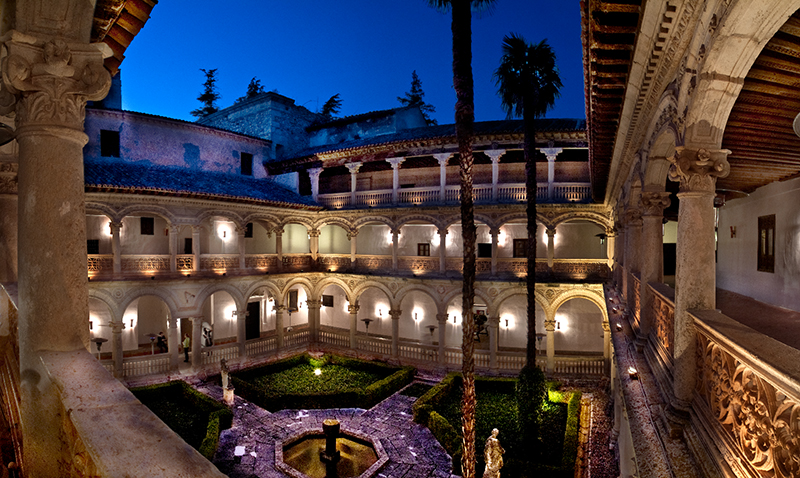
Kloster Lupiana
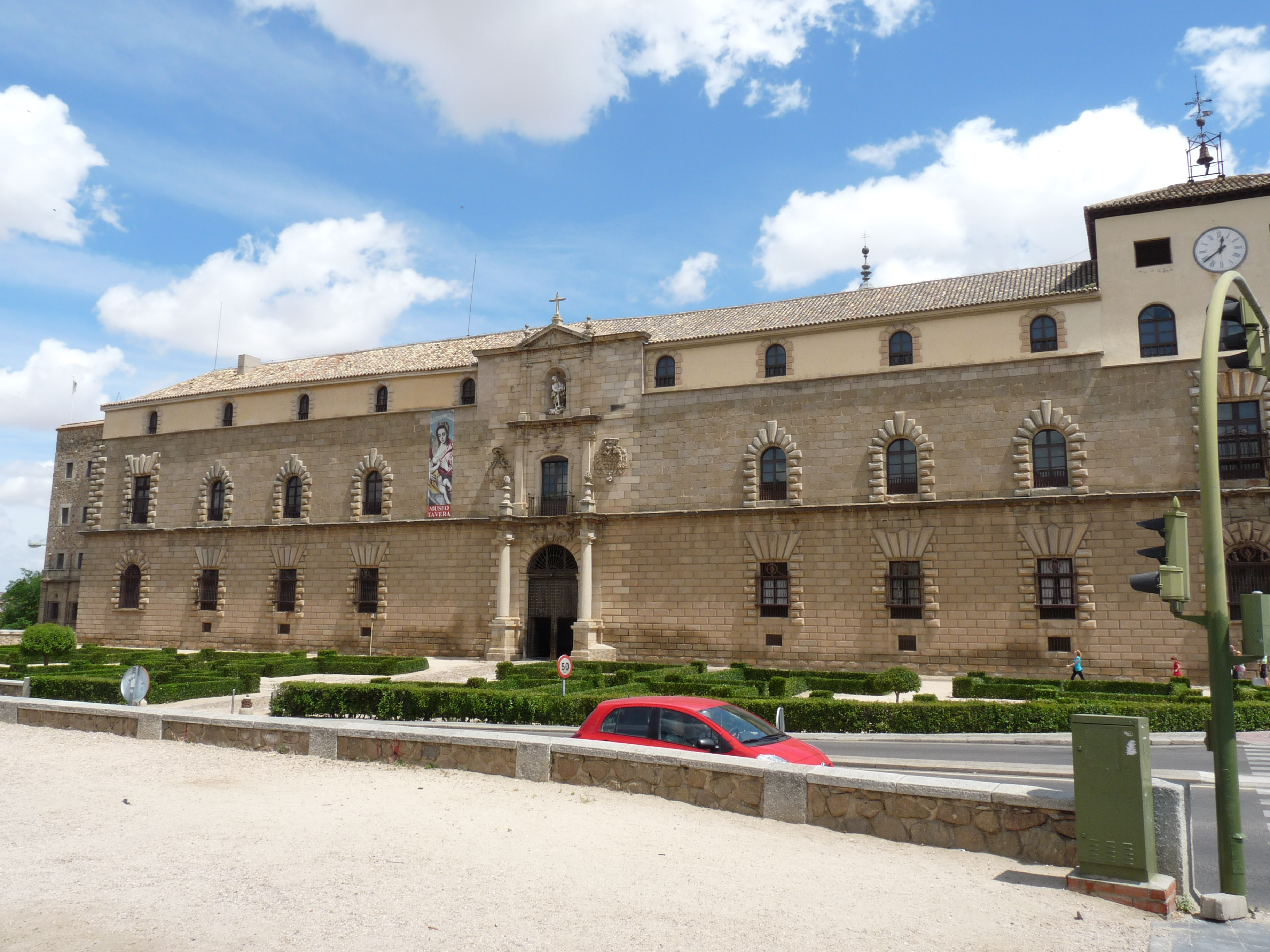
Hospital de Tavera, Toledo
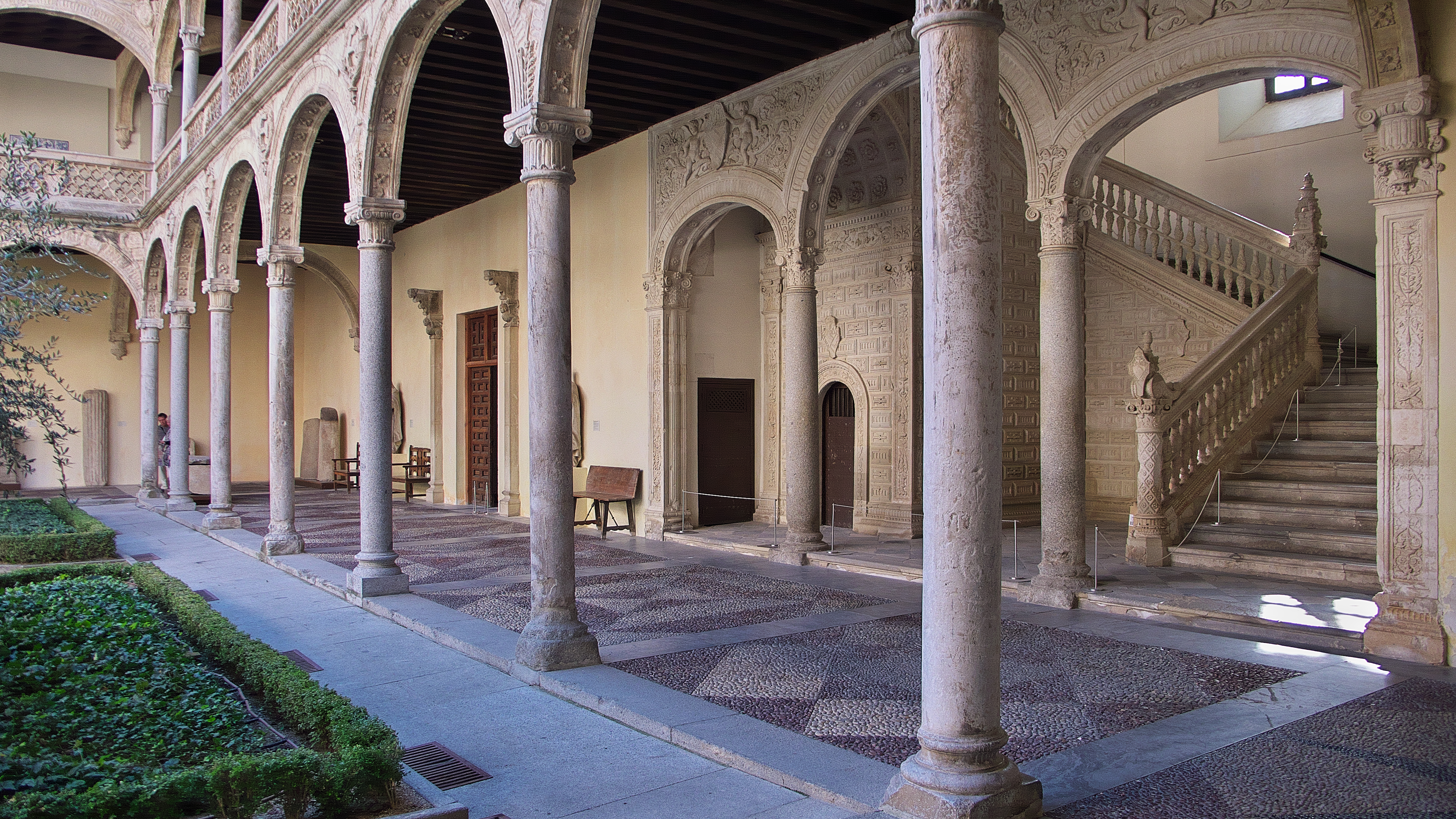
Hospital de Santa Cruz, Toledo
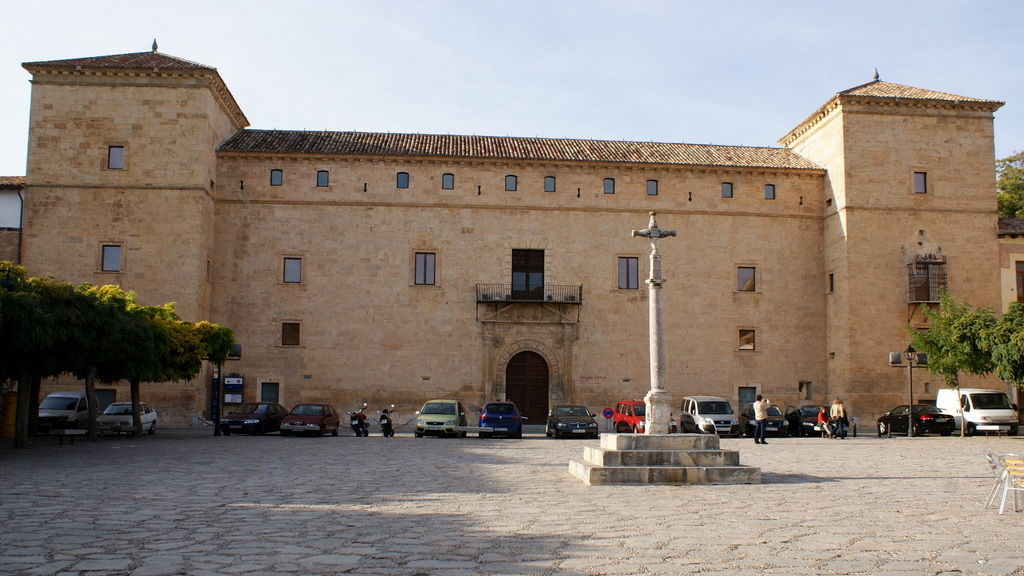
Herzogspalast (Palacio Ducal), Pastrana
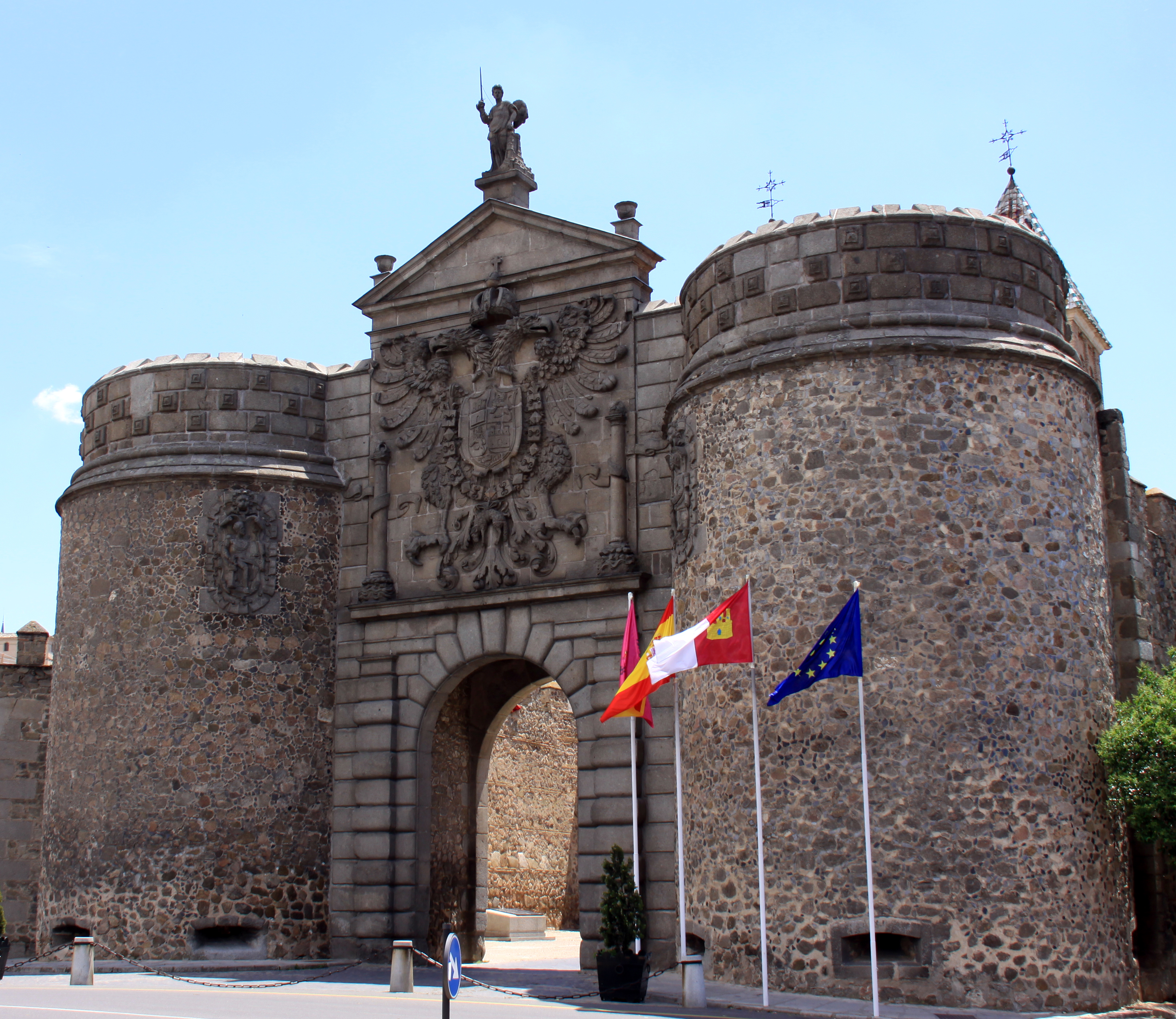
Puerta de Bisagra, Toledo
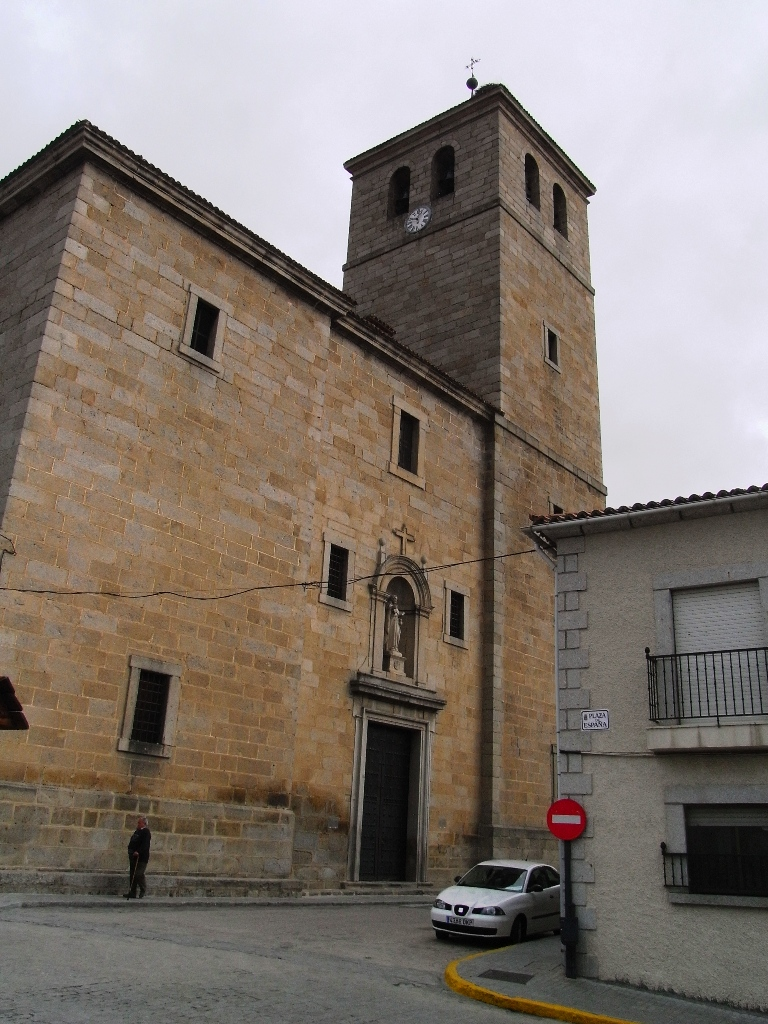
Kirche Santiago Apóstol, Cebreros